# Vaginini monolozi
"Vaginini monolozi" poznato su djelo američke autorice Eve Ensler koje je nastalo prema dvjestotinjak stvarnih priča žena iz različitih dobnih i socijalnih skupina iz svih krajeva svijeta temeljenih na jednostavnoj ideji da vagina osim razuma ima i jezik pa može sama pričati o svojoj okolini ili nutrini. 
Nakon velikog scenskog uspjeha osvojila je 1997. godine prestiznu "Obi" nagradu i bila nominirana za najbolju dramu godine, Vaginini monolozi pojavili su se i kao knjiga koja je odmah po objavljivanju postala apsolutni bestseler. Da ne bude zabune, nije riječ o erotskom ili pornografskom štivu. Ovu knjigu čine snažna, duhovita, oštra i pronicljiva razmišljanja o kulturološki i sociološki najpotiskivanijem tabuu - ženskoj vagini.
Djelo je prevedeno na više od 30 jezika, a godišnje igrano je u više od 150 profesionalnih kazališta širom svijeta. Osim toga, odigrano je oko 800 predstava na sveučilištima, raznim radionicama ili u amaterskim kazališnih skupinama. Netipična "Off-Broadway" predstava postigla je velik uspjeh kod publike i medija (možda) zahvaljujući činjenici što su "svoje" priče iznosile i žene poput Whoopi Goldberg, Kirstie Alley, Glenn Close, Gillian Anderson, Jane Fonda, Caliste Flockhart, Marise Tomei, Winone Ryder...